# Wallendorf, Saale
Wallendorf là một đô thị ở huyện Saale, Saxony-Anhalt, nước Đức. Đô thị Wallendorf, Saxony-Anhalt có diện tích 9,06 km².